# Calixte Ligue
Calixte Paul Junior Ligue (Zurigo, 21 marzo 2005) è un calciatore svizzero, attaccante dello Zurigo.

## Carriera

### Club
Ligue è cresciuto nel settore giovanile dello Zurigo e nel 2022 ha iniziato a giocare con la seconda squadra in Promotion League. Ad inizio 2023 è stato promosso in prima squadra dove ha debuttato il 21 gennaio nell'incontro di Super League pareggiato 2-2 contro il Lucerna. Ha segnato il suo primo gol il 5 marzo seguente nel pareggio per 1-1 contro il Servette.

### Nazionale
Ha giocato con le nazionali giovanili svizzere Under-17 ed Under-18.

## Statistiche

### Presenze e reti nei club
Statistiche aggiornate al 2 novembre 2024.
| Stagione        | Squadra         | Campionato      | Campionato | Campionato | Coppe nazionali | Coppe nazionali | Coppe nazionali | Coppe continentali | Coppe continentali | Coppe continentali | Altre coppe | Altre coppe | Altre coppe | Totale | Totale | Totale |
| Stagione        | Squadra         | Comp            | Pres       | Reti       | Comp            | Pres            | Reti            | Comp               | Pres               | Reti               | Comp        | Pres        | Reti        | Pres   | Reti   |        |
| --------------- | --------------- | --------------- | ---------- | ---------- | --------------- | --------------- | --------------- | ------------------ | ------------------ | ------------------ | ----------- | ----------- | ----------- | ------ | ------ | ------ |
| 2022-2023       | Zurigo II       | PL              | 22         | 7          | -               | -               | -               | -                  | -                  | -                  | -           | -           | -           | 22     | 7      |        |
| 2023-2024       | Zurigo II       | PL              | 14         | 9          | -               | -               | -               | -                  | -                  | -                  | -           | -           | -           | 14     | 9      |        |
| 2024-2025       | Zurigo II       | PL              | 1          | 0          | -               | -               | -               | -                  | -                  | -                  | -           | -           | -           | 1      | 0      |        |
| 2022-2023       | Zurigo          | SL              | 9          | 1          | CS              | 0               | 0               | UEL                | 0                  | 0                  | -           | -           | -           | 9      | 1      |        |
| 2023-2024       | Zurigo          | SL              | 8          | 0          | CS              | 1               | 0               | -                  | -                  | -                  | -           | -           | -           | 9      | 0      |        |
| 2024-2025       | Zurigo          | SL              | 8          | 0          | CS              | 1               | 0               | UCL                | 1                  | 0                  | -           | -           | -           | 10     | 0      |        |
| Totale carriera | Totale carriera | Totale carriera | 62         | 17         |                 | 1               | 0               |                    | 1                  | 0                  |             | -           | -           | 64     | 17     |        |